# Un lupo mannaro americano a Londra
Un lupo mannaro americano a Londra (An American Werewolf in London) è un film del 1981 scritto e diretto da John Landis.
Il film vinse l'anno successivo un Oscar al miglior trucco, categoria introdotta per la prima volta con questo film. Nel 1997 fu prodotto uno spin-off dal titolo Un lupo mannaro americano a Parigi.

## Trama
(avvertimento di Jack Goodman a David Kessler)
Regno Unito, 1981. David Kessler e Jack Goodman sono due giovani studenti statunitensi in viaggio per le selvagge campagne dell'Inghilterra settentrionale, nella contea dello Yorkshire, con l'intenzione di trascorrere una vacanza di tre mesi. Una sera, dopo aver ricevuto un passaggio da un camionista, arrivano al villaggio di East Proctor e cercano riparo in un pub chiamato "L'agnello macellato", ma gli avventori del locale appaiono del tutto indifferenti nei loro confronti. Mentre prendono un tè, ad un certo punto Jack pone loro una domanda a proposito di un pentacolo su una delle pareti, e a quel punto vengono entrambi cacciati apparentemente senza motivo. Decidono di andarsene, ma un giocatore di freccette e un giocatore di scacchi consigliano loro di rimanere sulla strada e di non avventurarsi nella brughiera durante la notte di luna piena.
I due ragazzi, camminando alla ricerca di un altro villaggio dove trascorrere la notte, si avventurano accidentalmente fuori strada nella piovosa notte di luna piena. Quando sentono degli agghiaccianti ululati in lontananza, pensano sia meglio ritornare al pub, ma capiscono di trovarsi nel bel mezzo della brughiera e non riescono a orientarsi. Vengono quindi attaccati da un ferocissimo lupo, che uccide barbaramente Jack e morde David al torace, ferendolo gravemente. Il ragazzo viene soccorso dagli avventori del pub, che uccidono la belva a colpi di fucile; prima di perdere i sensi, David fa in tempo a scorgere, disteso sul prato, un uomo nudo morente, là dove dovrebbe esserci l'animale.
David viene quindi ricoverato in un ospedale di Londra per le ferite riportate e si risveglia tre settimane dopo l'attacco. Un giorno riceve la visita dell'ispettore Villiers e del sergente McManus, i quali gli rivelano che è stato assalito da un folle criminale, ma David insiste nell'affermare di essere stato aggredito da un grosso lupo. Nonostante ciò Villiers sostiene che c'erano due testimoni del delitto e che le autorità inglesi dispongono del referto dell'autopsia eseguita sul colpevole dalla polizia di East Proctor. L'ispettore ritiene che le dichiarazioni di David siano dovute al terribile trauma psicologico subìto.
Durante il ricovero David inizia ad avere incubi terribili, nei quali si vede trasformato in un essere animalesco intento a sbranare animali o di un gruppo di uomini-lupo in uniforme nazista che sterminano la sua famiglia e gli incendiano la casa sotto i suoi occhi. Le cose si fanno ancora più inquietanti quando riceve la visita dello spirito-zombi sbranato di Jack, che nelle settimane di convalescenza di David è stato trasportato e seppellito a New York. Jack rivela a David che nella brughiera sono stati aggrediti da un lupo mannaro e che la magia e il sovrannaturale sono veri; il giovane, nell'essere stato ucciso dal mostro, è stato maledetto ed è diventato un non-morto che non può passare nell'aldilà a causa della maledizione. L'unica soluzione per sconfiggere il maleficio è che l'ultimo lupo mannaro rimasto venga ucciso e questi si rivela essere David, poiché è stato morso dalla belva ed è sopravvissuto. Jack avverte David che presto, nella prossima notte di luna piena, si trasformerà e ucciderà degli innocenti creando involontariamente altri non-morti come lui; incita dunque l'amico a togliersi la vita prima che sia troppo tardi, ma David non gli crede e lo scaccia in malo modo.
Una volta dimesso dall'ospedale, David viene ospitato da Alex, l'infermiera che l'ha assistito, la quale si è innamorata di lui e quella notte fanno l'amore. David viene poi visitato nuovamente dallo zombi di Jack (che ha un aspetto sempre più decomposto) il quale lo avverte che la notte dell'indomani sarà di luna piena, lui si trasformerà e ucciderà degli innocenti. Quindi lo sprona nuovamente a uccidersi finché può ma David, ancora titubante, rifiuta l'idea di suicidarsi.
Nel frattempo il dottor Hirsch, il medico che si prende cura di David, si reca al villaggio di East Proctor per indagare personalmente sulla presunta aggressione, ma la gente del posto finge di non sapere niente riguardo all'attacco e di non conoscere David e Jack. Il dottore, dopo aver parlato con uno degli avventori del pub (il giocatore di freccette), si convince che l'intero villaggio stia mentendo sull'aggressione e che David sia stato ferito da un animale sconosciuto e curato prima del ricovero, ma non crede che si sia trattato di un lupo mannaro.
La notte seguente David, allo spuntare della luna piena, inizia a sentire dolori lancinanti, preludio di quella che sarà la sua trasformazione in un lupo mannaro a quattro zampe. Aggirandosi per Londra, la creatura uccide una coppia di fidanzati, Harry e Judith, nel cortile della casa di Sean, un loro amico, massacra tre barboni nei pressi del Tamigi e infine uccide Gerald Bringsley dopo un inseguimento all'interno delle gallerie della metropolitana di Londra.
La mattina seguente, David si risveglia nudo dentro la gabbia dei lupi dello zoo senza alcun ricordo di quanto accaduto e dopo aver scavalcato la recinzione e rubato un cappotto per coprirsi, riesce a prendere un autobus e a tornare a casa di Alex. Nel frattempo il dottor Hirsch legge sul giornale del ritrovamento di sei vittime orribilmente massacrate e intuisce la verità; telefona quindi ad Alex e le ordina di portare subito David da lui per occuparsi personalmente della faccenda. Mentre i due vanno all'ospedale in taxi, il conducente racconta loro la notizia delle sei persone uccise la notte precedente; nel momento in cui David si rende conto di essere il responsabile della carneficina, scende dal veicolo a Trafalgar Square e cerca di farsi arrestare da un poliziotto, che però non gli crede. Allora David fugge via da Alex, dichiarandole il suo amore e dicendole addio.
David in seguito fa' un'ultima drammatica telefonata alla sua famiglia a New York per dare loro l'addio, alla quale però risponde solo la sorellina minore Rachel. Uscito dalla cabina telefonica dopo aver tentato di tagliarsi le vene, David incontra di nuovo Jack (ridotto quasi a uno scheletro) in un cinema porno di Piccadilly Circus e con lui anche gli spiriti-zombie delle sue sei vittime, i quali cercano di convincerlo in maniera comica-grottesca a uccidersi con metodi rapidi e indolori, come spararsi con un colpo di pistola in bocca o buttarsi sotto un treno; purtroppo spunta nuovamente la luna piena e David, che non ha ancora trovato il coraggio per suicidarsi, si trasforma di nuovo in lupo e massacra le persone all'interno del cinema.
Un poliziotto, avvertito dalla bigliettaia, lo trova e, spaventato, chiude la saracinesca del cinema cercando di non far fuggire l'animale, mentre un altro agente chiede rinforzi armati via radio. Il lupo mannaro riesce però a liberarsi e mozza la testa con un morso all'ispettore Villiers, appena arrivato sulla scena; dopodiché semina il terrore per le strade di Londra, provocando alcuni violenti incidenti e nuovi morti. Braccato dalle forze dell'ordine, il lupo si rifugia in un vicolo cieco, dove non ha più via di scampo, mentre alcuni poliziotti cercano di tenere a bada la folla dei curiosi.
Contemporaneamente interviene sul posto un furgone con a bordo una squadra di agenti speciali armati di fucile per tentare di uccidere il lupo, ma in suo soccorso arriva Alex che, accompagnata dal dottor Hirsch, riesce a liberarsi dalla folla e dai poliziotti e cerca di calmare David, dichiarandogli il suo amore. Il lupo inizialmente sembra essere placato dalle parole di Alex, ma poi tenta di assalirla, costringendo i poliziotti ad aprire il fuoco. David riprende quindi le sue sembianze umane e muore sotto gli occhi addolorati di Alex, mostrando però un'espressione serena, finalmente libero dalla maledizione.

## Produzione

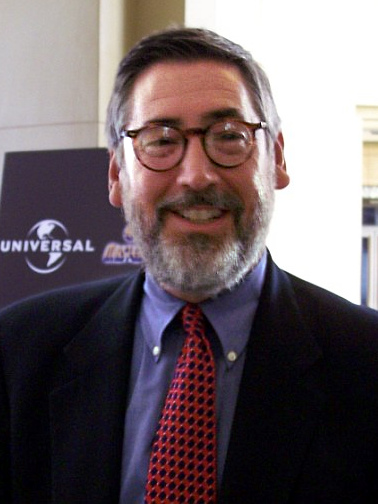
John Landis

L'idea del film fu partorita nel 1969, quando Landis, a quell'epoca attrezzista cinematografico di 18 anni, si trovava in Jugoslavia per le riprese de I guerrieri, diretto da Brian G. Hutton e interpretato da Clint Eastwood e Donald Sutherland. Durante il tragitto, che lo doveva portare da Belgrado a Novi Sad, il traffico fu però bloccato all'altezza di un crocevia dove in quel momento si stava celebrando un funerale zingaro. Sceso dall'auto e giunto sul luogo, si trovò davanti a diverse persone e un prete che stavano seppellendo un uomo, noto stupratore della zona, ucciso mentre stava tentando di fuggire, avvolto in una tela da imballaggio e cosparso di rosari e trecce d'aglio. In effetti rosari e trecce servivano ad impedire al cadavere di rialzarsi e commettere altri crimini.
Il soggetto prevedeva un'epoca dominata dalla razionalità - nello stesso anno l'uomo sbarcava sulla Luna - mentre sulla Terra ancora esisteva gente che credeva nella possibilità di un ritorno dalla tomba dei morti, cosa che ha attratto la curiosità del giovane regista e gli ha fatto credere che quello poteva essere un ottimo spunto per un film horror: ambientare in epoca moderna temi horror tipici dei secoli scorsi.

### Cast
I dirigenti dell'Universal Studios speravano in Dan Aykroyd nel ruolo di David Kessler e John Belushi come Jack Goodman, ma Landis ha rifiutato. Al contrario il regista scelse David Naughton come protagonista perché lo aveva visto in uno spot televisivo per la bevanda Dr Pepper.

### Ambientazioni
Le riprese del film si sono svolte in Galles, a Londra e nei Twickenham Film Studios. Gli interni de "The Slaughtered Lamb" (L'Agnello Macellato) sono stati girati in un pub chiamato "The Black Swan" (Il cigno nero) a Ockham nel Surrey. Le scene nella metropolitana sono state girate nelle stazioni di Tottenham Court Road e Charing Cross. La scena in cui il lupo mannaro scorrazza in Piccadilly Circus è stata girata proprio in quell'incrocio e la polizia ha dovuto fermare il traffico per dare spazio alle riprese del film.

### Effetti speciali
L'aspetto finale del lupo mannaro è basato sul cane di Rick Baker. Inoltre Baker e Landis erano in disaccordo sull'aspetto della belva: Baker voleva un lupo bipede, mentre Landis voleva un animale a quattro zampe che "venisse dall'inferno". L'ululato del lupo mannaro che si sente durante il film era una combinazione di un reale lupo e un elefante. Naughton ha dichiarato che la scena della trasformazione è stata girata in sei giorni con circa dieci ore al giorno impiegate per applicare il trucco: cinque ore sul set e tre ore di rimozione del trucco. L'attore ha inoltre affermato che la scena nel letto dell'ospedale nella foresta è stata la più difficile e dolorosa perché indossava delle speciali lenti a contatto di vetro.

### Cameo
Nella sequenza di Piccadilly Circus, l'uomo investito da un'auto e gettato contro una vetrina di un negozio è lo stesso Landis.

### Titoli di coda
Al termine dei titoli di coda i produttori inseriscono le loro congratulazioni a Diana Spencer e al Principe del Galles per le loro nozze del 29 luglio 1981. Il film è stato infatti girato durante i preparativi delle nozze reali.

## Colonna sonora
- Blue Moon - Bobby Vinton
- Blue Moon - Sam Cooke
- Moondance - Van Morrison
- Bad Moon Rising - Creedence Clearwater Revival
- Blue Moon - The Marcels

## Riconoscimenti
- 1982 - Premio Oscar
  - Miglior trucco a Rick Baker
- 1982 - Saturn Award
  - Miglior Film Horror
  - Miglior trucco a Rick Baker
  - Candidatura per la miglior attrice a Jenny Agutter
  - Candidatura per la miglior sceneggiatura a John Landis